# Cymbomorpha olivacea
Cymbomorpha olivacea är en insektsart som beskrevs av Fabricius. Cymbomorpha olivacea ingår i släktet Cymbomorpha och familjen hornstritar. Inga underarter finns listade i Catalogue of Life.